# Старк, Джон
Джон Старк (англ. John Stark; 28 августа 1728, Нэтфилд (ныне Лондондерри), колония Нью-Гэмпшир — 8 мая 1822, Деррифилд (ныне Манчестер), штат Нью-Гэмпшир, США) — британский и впоследствии американский военный деятель, уроженец колонии Нью-Гэмпшир, генерал-майор Континентальной армии во время Американской революции. Он стал широко известен как «Герой Беннингтона» за его успехи в битве при Беннингтоне в 1777 году.
28 апреля 1752 года он был взят в плен индейцами во время охоты на реке Бэйкер-Ривер, но был выкуплен администрацией колонии Массачусетс. Во время Семилетней войны он служил под начальством Роберта Роджерса, сначала в звании лейтенанта, позже капитана, приняв участия в сражении при Лейк-Джордже в 1755 году, атаке на Тикондерогу в 1758 году и в Тикондерогско-Кроун-пойнтской кампании в 1759 году.
После начала Войны за независимость США он сформировал полк и, получив звание полковника, прославился в сражениях у Банкер-Хилла, в канадской экспедиции и в сражениях при Трентоне и Принстоне зимой 1776—1777 годов. В марте 1777 года он оставил службу по причине повышения в звании других офицеров. Год спустя, однако, он был вновь призван (Нью-Гэмпширом) в звании бригадного генерала в ополчение, с которыми 16 августа он победил два отряда армии Бергойна под командованием полковника Фридриха Баума и полковника Бреймана в сражении при Беннингтоне. За эту победу, которая в значительной степени способствовала капитуляции генерала Бергойна, Старк получил благодарность Конгресса и звание бригадного генерала Континентальной армии (4 октября 1777 года). Он принял участие в сражениях при Саратоге и в течение короткого времени в 1778 году и затем в 1781 году был командующим Северного департамента. В сентябре 1783 года ему было присвоено внеочередное воинское звание — генерал-майор.